# Menesteu (fill d'Ifícrates)
Menesteu (en llatí Menestheus, en grec antic Μενεσθεύς) (377 aC- abans del 325 aC) fill d'Ifícrates el famós general atenenc i d'una princesa odrísia filla de Cotis I, rei dels odrisis de Tràcia. Per l'educació materna semblava més un traci que un grec però per la paterna tenia les qualitats dels atenencs. Era de gran talla i mesura el que el feia més semblar més gran del que realment era i ja des de molt jove l'instaven a emprendre λειτουργιαι (Leitourgiai "Serveis públics"), cosa que Ifícrates no va permetre.
Es va casar amb una filla de Timoteu d'Anaflistos. El 356 aC va ser escollit comandant atenenc en l'anomenada guerra social, amb el seu pare i el seu sogre com assessors, segons diu Corneli Nepot. Els tres van ser acusats pel general Cares (Chares) per mala conducta i traïció en la campanya però Ifícrates i Menesteu van ser absolts l'any 355 aC.
Menesteu es va distingir per les seves qualitats militars i el van nomenar almirall d'una esquadra de 100 galeres enviades el 335 aC a Macedònia per conèixer la sort d'alguns vaixells atenencs que anaven a l'Euxí i havien estat interceptats pels macedonis.
Va morir en una data incerta posterior al 335 aC però anterior al 325 aC.